# 若克
若克（法語：Joch，法語發音：[ʒɔk] ⓘ）是法国东比利牛斯省的一个市镇，位于该省中部，属于普拉德区。

## 地理
若克（42°37'3"N, 2°31'31"E）面积3.38 平方千米，位于法国奧克西塔尼大區东比利牛斯省，该省份为法国大陆部分最南部的省份，涵盖了北加泰罗尼亚，北起奥德省，西接阿列日省和安道尔，南与西班牙接壤，东临地中海。
与若克接壤的市镇（或旧市镇、城区）包括：万萨、里加尔达、格洛里亚讷、菲内斯特雷特。

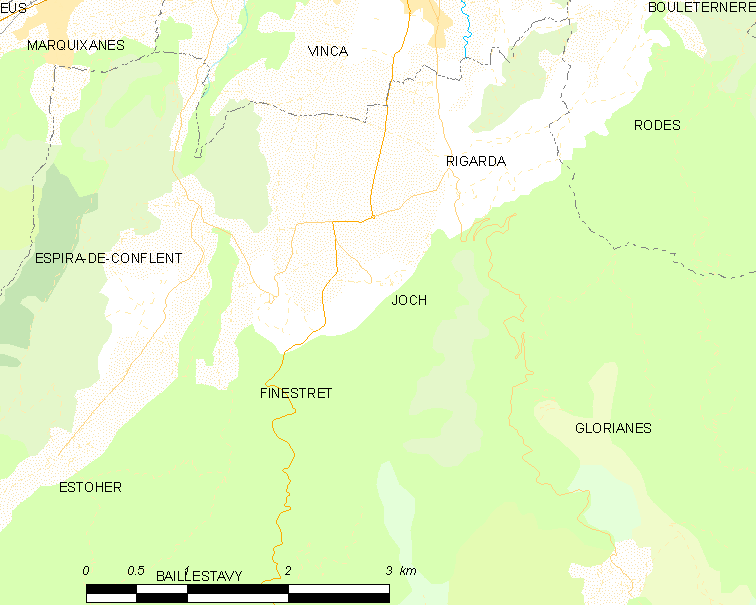
若克的OSM定位图

若克的时区为UTC+01:00、UTC+02:00（夏令时）。

## 行政
若克的邮政编码为66320，INSEE市镇编码为66089。

## 政治
若克所属的省级选区为勒卡尼古县。

## 人口

1962-2008年间若克人口变化图示

若克于2022年1月1日时的人口数量为396人。